# كورنيليوس ستيوارت
كورنيليوس ستيوارت (بالإنجليزية: Cornelius Stewart)‏ (و. 1989  م) هو لاعب كرة قدم، من سانت فينسنت والغرينادين، ولد في كينغستاون، يلعب كلاعب وسط، ومهاجم.

## روابط خارجية
- كورنيليوس ستيوارت على موقع إي إس بي إن إف سي (الإنجليزية)
- كورنيليوس ستيوارت على موقع قاعدة بيانات كرة القدم.إي يو (الإنجليزية)
- كورنيليوس ستيوارت على موقع ناشيونال فوتبول تيمز (الإنجليزية)
- كورنيليوس ستيوارت على موقع Soccerbase.com (لاعب) (الإنجليزية)
- كورنيليوس ستيوارت على موقع Soccerway.com (الإنجليزية)
- كورنيليوس ستيوارت على موقع عالم كرة القدم.نت (الإنجليزية)